# Cambridge and Bedfordshire North (circonscription du Parlement européen)
Cambridge and Bedfordshire North était une circonscription du Parlement européen situé au Royaume-Uni, l'élection d'un membre du Parlement européen par le système uninominal à un tour. Créé en 1984 à partir de parties du Cambridgeshire et du Bedfordshire, il a été aboli en 1994 et remplacé par le Cambridgeshire et le Bedfordshire and Milton Keynes.

## Limites
Lors de sa création en 1984, il se composait des circonscriptions parlementaires de Cambridge, Huntingdon, Mid Bedfordshire, North Bedfordshire, North East Cambridgeshire, Peterborough, South East Cambridgeshire et South West Cambridgeshire.
Lorsqu'il a été aboli en 1994, les circonscriptions parlementaires de Cambridge, Huntingdon, North East Cambridgeshire, Peterborough and South West Cambridgeshire sont devenues une partie de la circonscription de Cambridgeshire, tandis que Mid Bedfordshire et North Bedfordshire ont été transférés à Bedfordshire and Milton Keynes.

## Membre du Parlement européen
| Élection                                  | Élection | Portrait                                                                      | Membre                                                                        | Parti                                                                         |
| ----------------------------------------- | -------- | ----------------------------------------------------------------------------- | ----------------------------------------------------------------------------- | ----------------------------------------------------------------------------- |
| Cambridgeshire et Bedfordshire avant 1984 |          |                                                                               |                                                                               |                                                                               |
|                                           | 1984     |                                                                               | Sir Fred Catherwood                                                           | Conservateur                                                                  |
| 1994                                      | 1994     | circonscription abolie, voir Cambridgeshire et Bedfordshire and Milton Keynes | circonscription abolie, voir Cambridgeshire et Bedfordshire and Milton Keynes | circonscription abolie, voir Cambridgeshire et Bedfordshire and Milton Keynes |

## Résultats des élections
Les candidats élus sont indiqués en gras.
| Parti         | Parti                                  | Candidat            | Voix   | %    | ±   |
| ------------- | -------------------------------------- | ------------------- | ------ | ---- | --- |
|               | Conservateur                           | Sir Fred Catherwood | 86,117 | 53,4 | N/A |
|               | Travailliste                           | Henry Bottomley     | 38,901 | 24,1 | N/A |
|               | Liberal                                | Andrew Duff         | 36,341 | 22,5 | N/A |
| Majorité      | Majorité                               | Majorité            | 47,216 | 29,3 | N/A |
| Participation | Participation                          | Participation       |        | 30,8 |     |
|               | Conservateur vainqueur (nouveau siège) |                     |        |      |     |

| Parti         | Parti                | Candidat             | Voix   | %    | ±     |
| ------------- | -------------------- | -------------------- | ------ | ---- | ----- |
|               | Conservateur         | Sir Fred Catherwood  | 84,044 | 44,5 | −8.9  |
|               | Travailliste         | M Strube             | 51,723 | 27,4 | +3.3  |
|               | Green                | M E Wright           | 37,956 | 20,1 | N/A   |
|               | SLD                  | Andrew Duff          | 15,052 | 8,0  | −14.5 |
| Majorité      | Majorité             | Majorité             | 52,459 | 32,7 |       |
| Participation | Participation        | Participation        |        | 33,6 | +2.8  |
|               | Conservateur retenir | Conservateur retenir | Swing  | −6.1 |       |